# Rebecca Angus
Rebecca Louise Angus (Redcar, 2 dicembre 1985) è una calciatrice britannica, di ruolo attaccante.

## Carriera

### Club
Rebecca "Becky" Angus nasce a Redcar e si appassiona al calcio fin dalla giovane età decidendo di tesserarsi con il Marton LFC, club di Middlesbrough, dall'età di 12 anni. Dal 2001 è inserita in rosa con la squadra titolare dove nel ruolo di centrocampista offensiva e nel 2003 mette a segno 22 reti attirando l'attenzione degli osservatori.
Nel giugno 2003 decide di accettare la proposta di trasferirsi negli Stati Uniti d'America per continuare gli studi nel Carson-Newman College a Jefferson City, nel Missouri, accedendo nel contempo al loro programma sportivo e giocando per la loro squadra di Calcio universitario femminile, le Lady Eagles, iscritta alla South Atlantic Conference (SAC) della National Collegiate Athletic Association (NCAA). Già alla sua prima stagione statunitense si mette in luce ma è nel 2004 che la squadra, grazie alle reti di Angus che diventa il capocannoniere di tutti i tempi della lega fino a quel momento, raggiunge la semifinale nazionale del 2004 NCAA Division II Women's Soccer Championship, diventando la prima squadra nella storia del SAC a raggiungere la Final Four di un campionato femminile NCAA. Durante la sua permanenza negli States Angus colleziona diversi trofei individuali, la conquista del SAC Player of the Year All-American nel 2004 e nel 2006.
Concluso il suo percorso universitario, nell'inverno 2006 decide il suo ritorno in Europa, sottoscrivendo un contratto con le campionesse di Norvegia in carica del Kolbotn per giocare in Toppserien, livello di vertice del campionato nazionale, dalla stagione entrante. Nelle quattro stagioni successive Angus viene impiegata in 96 incontri, andando a segno in 44 occasioni, condividendo la conquista della Coppa di Norvegia femminile (Norgesmestere Cup Kvinner) nell'edizione 2007.
Durante il calciomercato invernale decide di trasferirsi nuovamente in un campionato straniero accordandosi con lo Jitex BK per giocare in Damallsvenskan, il massimo livello del campionato svedese per la stagione 2011. L'esperienza svedese dura un solo anno, con la squadra incapace di uscire dalla zona di bassa classifica del campionato, giungendo nona con 19 punti, raggiungendo comunque la salvezza, mentre in Svenska Cupen damer non supera gli Ottavi di finale.
Esauriti gli impegni contrattuali decide di fare ritorno in Norvegia sottoscrivendo un accordo con il Vålerenga, neopromosso in Toppserien, sotto la guida del tecnico Cecilie Berg-Hansen che già era stata sua compagna di squadra al Kolbotn nella sua stagione d'esordio. Tra il 2012 ed il 2014 ha segnato 13 reti su 53 presenze in campionato mentre il migliore risultato lo ottiene nella stagione 2013, con la squadra in grado di raggiungere il quinto posto in Toppserien e le Semifinali in Coppa di Norvegia.

### Nazionale
La carriera quasi totalmente all'estero preclude per lungo tempo l'interesse per Angus da parte della federazione calcistica dell'Inghilterra (Football Association - TheFA). L'unica convocazione riguarda la nazionale Under-23, quando il tecnico la inserisce in rosa per l'edizione 2008 del Torneo di La Manga. Durante il torneo riservato alle formazioni U-23 Angus sigla la prima rete nell'incontro vinto 3-1 dall'Inghilterra per 3-1 contro gli Stati Uniti.

## Palmarès
- Coppa di Norvegia: 1

Kolbotn: 2007